# 47018 Chopinet
47018 Chopinet este o planetă minoră (asteroid) din centura de asteroizi. A fost descoperită pe 11 noiembrie 1998 la Caussols de OCA-DLR Asteroid Survey⁠(d). 
Obiectul prezintă o orbită caracterizată de o semiaxă mare de 2,9030370514675 UAi, o excentricitate de 0,055993585156946, o înclinație de 1,0574874390019 ° în raport cu ecliptica.